# مزار خواجه احمد
مزار خواجه احمد مربوط به دوره قاجار است و در شهرستان تایباد، بخش مرکزی، روستای آبقه واقع شده و این اثر در تاریخ ۲۲ مرداد ۱۳۸۴ با شمارهٔ ثبت ۱۳۱۴۹ به‌عنوان یکی از آثار ملی ایران به ثبت رسیده است.